# Fritz Schminke

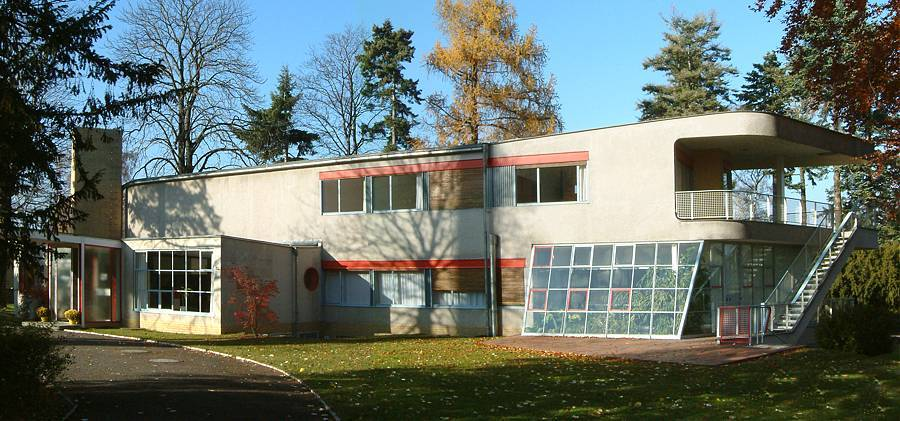
Das neben der Fabrik liegende Haus Schminke.

Fritz Schminke (* 9. November 1897 in Glauchau; † 26. Mai 1971 in Celle) war ein deutscher Unternehmer.
Er leitete ab 1918 zunächst kommissarisch und ab 1920 endgültig die Teigwarenfabrik Loeser & Richter in Löbau bis zur Einberufung zum Kriegsdienst im Jahre 1939. Schminke heiratete 1922 Charlotte, die Tochter einer gutbürgerlichen Löbauer Familie. In den folgenden Jahren bekam das Ehepaar Schminke vier Kinder: Harald (1924), Gertraude (1926), Erika (1929) und schließlich Helga (1930). Im Mai 1945 floh die Familie vor der anrückenden Roten Armee. 1946 erfolgte die Enteignung der Fabrik. Schminke kehrte 1948 aus russischer Kriegsgefangenschaft zurück und verließ 1950 die DDR, da er als Kriegsverbrecher galt – seine Firma hatte die Wehrmacht mit Nudeln beliefert. Er wurde Prokurist bei dem Lebensmittel-Unternehmen Harry Trüller GmbH in Celle, das seit 1977 zur Intersnack Knabber-Gebäck GmbH & Co. gehört. Seine Frau und die Kinder folgten ihm 1951 nach Celle, die Ehe wurde 1953 geschieden. Fritz Schminke starb 1971 in Celle und Charlotte 1976 in Goslar.
Bis heute bekannt ist Schminke als Bauherr und Bewohner des im Mai 1933 in Löbau fertiggestellten Hauses Schminke, einem Baudenkmal des Neuen Bauens bzw. der Klassischen Moderne in Deutschland, das von ihm und seiner Familie als Wohnhaus genutzt wurde.